# Вопіти
Вопіти (пол. Wopity, нім. Opitten) — село в Польщі, у гміні Рихлики Ельблонзького повіту Вармінсько-Мазурського воєводства.
Населення — 22 особи (2011).
У 1975-1998 роках село належало до Ельблонзького воєводства.

## Демографія
Демографічна структура станом на 31 березня 2011 року:
|          | Загалом | Допрацездатний вік | Працездатний вік | Постпрацездатний вік |
| -------- | ------- | ------------------ | ---------------- | -------------------- |
| Чоловіки | 14      | 1                  | 10               | 3                    |
| Жінки    | 8       | 1                  | 4                | 3                    |
| Разом    | 22      | 2                  | 14               | 6                    |